# Jacinthe d'Espagne
Hyacinthoides hispanica
Pour l’article homonyme, voir Jacinthe.
Espèce
Classification phylogénétique
La jacinthe d’Espagne, scille d'Espagne ou scille campanulée (Hyacinthoides hispanica), est une espèce de plantes à fleurs de la famille des Liliaceae selon la classification classique. La classification phylogénétique la place dans la famille des Hyacinthaceae (ou optionnellement dans celle des Asparagaceae). C'est une plante herbacée vivace bulbeuse introduite en Europe pour des raisons ornementales.
Elle est parfois considérée non pas comme une espèce à part entière, mais comme une sous-espèce de Hyacinthoides hispanica.
Elle peut s'hybrider avec Hyacinthoides non-scripta pour donner Hyacinthoides ×massartiana

## Appellations

### Noms scientifiques
La difficulté qu’ont eue les botanistes à déterminer la place de cette plante dans la classification classique puis dans la classification phylogénétique se retrouve dans les noms de la plante.
Celle-ci a en effet de multiples noms scientifiques, théoriquement abandonnés mais qu’on retrouve encore dans la littérature botanique :
- Endymion hispanicus (Mill.) Chouard
- Endymion campanulatus (Aiton) Parl.
- Endymion patulus (DC.) Dumort.;
- Scilla hispanica Mill., appellation qui explique le nom de «scille d’Espagne» ;
- Scilla non-scripta (L.) Hoffmannsegg & Link hispanica (Mill.) Ietswaart, qui donne l’idée que la «scille d’Espagne» n’est qu’une sous-espèce sœur de la jacinthe des bois ;
- Scilla campanulata Aiton, la scille campanulée est en fait la «scille d’Espagne» ; on retrouve la désignation de « scille campanulée » parfois encore pour les plantes cultivées;
- Hyacinthus hispanica (Baker) Rothm., désignation plutôt rare mais qui explique clairement le nom de jacinthe d’Espagne ;
- Hyacinthoides non-scripta (L.) Chouard subsp. hispanica (Mill.) Kerguélen. En 1993, Kerguélen repropose l'idée que la jacinthe d’Espagne et la jacinthe des bois soient deux sous-espèces d’une même plante. Cette hypothèse semble avoir été de nouveau écartée.

### Noms vernaculaires
Outre les noms de jacinthe d'Espagne, scille d'Espagne, scille campanulée, on peut trouver d'autres expressions, souvent voisines de celles désignant la jacinthe des bois. Citons muguet bleu ou clochettes bleues qui sont plutôt des qualificatifs spontanés.

## Sous-espèces
Depuis 2001, on distingue deux sous-espèces :
- Hyacinthoides hispanica subsp. algeriensis (Batt.) Förther & Podlech
- Hyacinthoides hispanica subsp. hispanica (Mill.) Rothm. - la scille d'Espagne à proprement parler

## Répartition et habitat
Cette espèce a été introduite dans le nord-ouest de l'Europe vers le XVIIe siècle. Elle est devenue majoritaire au détriment de la jacinthe des bois en Grande-Bretagne, cette dernière espèce ayant fortement régressé et faisant l'objet d'un plan de restauration au Royaume-Uni.
La répartition de la jacinthe d’Espagne est assez hétérogène : elle pousse bien et parfois abondamment sur la façade atlantique du Portugal, de l’Espagne et de la France. Dans les régions atlantiques, la jacinthe d’Espagne peut proliférer, se multiplier si rapidement et facilement qu’elle peut tendre à recouvrir un terrain fermé et étouffer les plantes voisines. Elle survit plus aléatoirement à l’intérieur des terres. Sa présence est toutefois attestée en Alsace, dans les Pyrénées et dans l'extrême nord de la France. Elle est alors plutôt adventice, présente çà et là aux abords des jardins, parfois en populations très denses.
Cette espèce est cultivée soit à partir de bulbes sauvages, soit à partir des diverses variétés qui existent dans le commerce. Celles-ci divergent parfois morphologiquement de la plante typique. Elle affectionne les sols riches en humus, en nutriments et qui gardent l'humidité. Elle supporte souvent mieux le soleil que la jacinthe des bois. C’est donc une plante de clairière, de lisière de bois, voire de sous-bois ombragé.

## Description

### Tige, bulbe
- La jacinthe d’Espagne est une plante herbacée bulbeuse, vivace. La tige atteint 20 à 45 centimètres de haut (elle peut être plus réduite selon la nature du sol ou l’ombrage).
- Le bulbe est ovoïde.

### Feuilles
- Les feuilles sont dressées si le sol est frais. Elles tendent à se coucher sur le sol sec ou en cas de grosses chaleurs.
- Elles sont plutôt longues, lancéolées et canaliculées et larges de 7 à 15 millimètres.
- Elles forment des touffes denses à la base de la hampe florale.

### Fleurs
- Elle fleurit d’avril à mai-juin.
- Les fleurs des plants sauvages sont bleu-mauve, un bleu plus pâle que celui de la jacinthe des bois, un bleu laiteux plus ou moins rehaussé de stries plus foncées. La fleur est plus ou moins rosée selon la qualité du terrain.
- Chaque fleur est portée par un pédicelle violacé, accompagné de bractées membraneuses bifides recourbées plus ou moins complètement sur celui-ci. Elles sont plus longues que le pédicelle et peuvent parfois le couvrir entièrement.
- Chaque fleur est constituée de 6 tépales pétaloïdes disposés en cloche, en clochette évasée. Ces tépales sont soudés à la base mais très séparés au sommet. Cela la différencie de la jacinthe des bois dont la fleur est plus étranglée, soudée sur plus de longueur.
- Le périanthe est donc tubuleux mais bien moins que celui de la jacinthe des bois. La fleur ressemble vraiment à une campanule comme l’appellation «scille campanulée» le laisse entendre.Vue des étamines

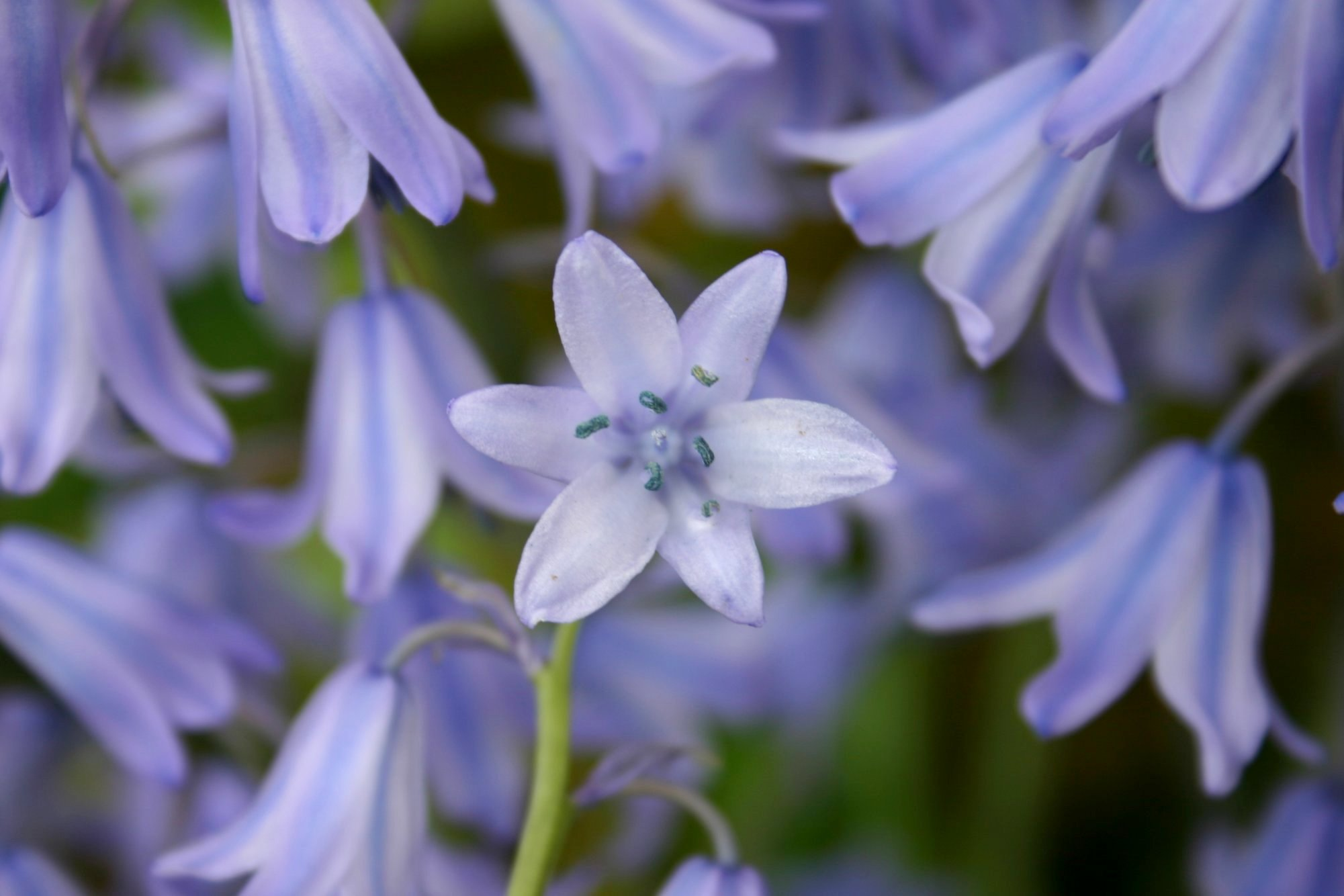
Vue des étamines

- Les fleurs sont disposées en grappe au sommet d’une hampe courbée. Cette grappe courbée est bilatérale, certaines fleurs pendent donc plus que d’autres.
- Les plants sont hermaphrodites.
- La fleur sent un peu mais bien moins que la jacinthe des bois.
- Les fleurs des variétés cultivées peuvent prendre diverses couleurs : bleu foncé, rose pâle ou rose prononcé, blanc…

### Fruit
- Le fruit est une capsule ovoïde à trois côtes.
- La hampe florale sèche persiste après la disparition des feuilles, en mai-juin. Les fruits continuent à mûrir encore plusieurs jours.
- La dissémination est barochore. Les graines tombent au pied de la plante. Cela explique la formation de parterres denses de plantes.

## Utilisation par l’homme
La jacinthe d'Espagne est essentiellement une plante ornementale coupée ou non.
Certaines personnes prétendent consommer le bulbe cuit. Pourtant cette plante, surtout le bulbe, est très toxique. Le quiproquo peut venir de l’appellation scille qui regroupe diverses plantes. Certaines scilles ont été consommées par des civilisations anciennes (Grecs, Égyptiens) qui connaissaient leurs vertus cardiotoniques. Mais il ne s’agit pas de la «scille d’Espagne» dont la consommation est dangereuse pour la santé.
Le bulbe contient de l'amidon mais l'extraction est difficile et peu utilisée en médecine.